# Der Clou
Der Clou (Originaltitel: The Sting) ist eine Ganoven-Komödie von Regisseur George Roy Hill aus dem Jahr 1973. Sie erzählt die Geschichte zweier Trickbetrüger, die einen raffinierten Plan entwickeln, um sich an einem Mafia-Boss zu rächen, der einen gemeinsamen Freund ermorden ließ. Mittels eines falschen Wettbüros soll der Gangsterchef um einen großen Betrag erleichtert werden. Das Unterfangen wird durch mehrere Auftragskiller und einen korrupten Polizisten erschwert.
Der Film war ein großer Erfolg und gewann sieben Oscars, darunter in den Hauptkategorien Bester Film, Beste Regie und Bestes Originaldrehbuch. Er spielte mehr als 160 Millionen US-Dollar ein und war damit der finanziell erfolgreichste Film des Jahres 1974. Filmstart in Deutschland war der 11. April 1974.

## Handlung
Joliet (nahe Chicago) 1936: Der junge Trickbetrüger Johnny Hooker und sein erfahrener Kollege Luther Coleman betrügen – zusammen mit Joe Erie – einen Geldboten namens Mottola. Luther täuscht, als reicher Mann verkleidet, einen versuchten Diebstahl seiner Brieftasche vor, bei dem Luther verletzt wird. Er bittet Mottola, einen größeren Betrag – als Schutzgeld bestimmt – schnell für ihn an einem bestimmten Ort abzuliefern. Johnny zeigt ihm, dass er sein Geld, in ein Taschentuch eingewickelt, in der Hose verstecken soll, dabei tauscht er das eingewickelte Geld von Mottola geschickt gegen ein Päckchen mit wertlosem Papier aus. Mottola steigt in ein Taxi und wundert sich, dass ihm jemand so viel Geld anvertraut hat. Anstatt das Geld wie vereinbart abzuliefern, fährt er in die entgegengesetzte Richtung und bemerkt schließlich, dass ihn die beiden reingelegt und um 11.000 Dollar erleichtert haben.
Johnny kauft sich von dem Geld einen roten Anzug, holt eine Freundin ab und geht mit ihr Roulette spielen. Dabei wird er seinerseits Opfer eines Trickbetrugs und verspielt mit 3.000 Dollar seinen gesamten Anteil an dem ergaunerten Geld. Dennoch sucht er Luther auf und händigt ihm und Joe Erie deren Anteile an den 11.000 Dollar aus. Luther will sich aus der Trickbetrügerei zurückziehen und in dem Fuhrunternehmen seines Cousins in Kansas einer legalen Beschäftigung nachgehen. Er empfiehlt Hooker, seinen ehemaligen Partner Henry Gondorff zu kontaktieren. Bevor Hooker dies tun kann, greift ihn Lieutenant Snyder vom Betrugsdezernat auf und verlangt von ihm einen Anteil an dem ergaunerten Geld. Snyder erhält von Hooker aber lediglich Falschgeld.
Doyle Lonnegan ist der größte Gangsterboss eines Syndikats in New York und Chicago, Mottola war einer seiner Geldboten. Als Lonnegan von dem Vorfall mit Johnny erfährt, lässt er Mottola töten. Lonnegans Killer töten auch Luther, indem sie ihn aus dem Fenster stürzen. Als Johnny am Abend zu Luther fährt, erfährt er vom Tod des Kollegen. Aus Angst um sein eigenes Leben flüchtet Hooker aus der Stadt und setzt sich nun mit Luthers ehemaligem Partner Henry Gondorff in Chicago in Verbindung. Der erfahrene Betrüger, der mit seiner Freundin Billie ein Bordell sowie ein Kinderkarussell betreibt, hat inzwischen zwar Alkoholprobleme, kennt aber noch immer alle Tricks.
Um sich wirkungsvoll an Lonnegan rächen zu können, zielen sie auf das, was Lonnegan am wichtigsten ist: sein Geld. Da Lonnegan nicht mit einfachen Tricks zu überlisten ist, entwickeln die beiden einen komplizierten Plan. Zunächst benötigen sie Kapital für den entscheidenden Schlag. Henry, reich und gepflegt gekleidet, sitzt – begleitet von seiner Freundin und Hooker – im Expresszug und lässt Lonnegans Brieftasche mit bis zu 20.000 Dollar Inhalt von der Freundin stehlen. Mit dem Geld kauft er sich über den Schaffner in ein Pokerspiel mit dem Gangsterboss und drei anderen Mitspielern ein. Diese kann er durch gespielte Trunkenheit und professionelles Falschspiel besiegen, ebenso als letzten Spieler auch Lonnegan, obwohl dieser auch selbst betrügt, und Henry dadurch aus dem Pott noch 15.000 Dollar schuldet, da er glaubt, seine Brieftasche im Abteil gelassen zu haben. Johnny, der sich Kelly nennt, weist Lonnegan auf den Schwindel hin und kann damit dessen Vertrauen gewinnen.
Für diesen Schwindel will Lonnegan nun Rache an Henry nehmen. Johnny bringt ihn dazu, in Henrys neu entstandenem Wettbüro in einer früheren Billardhalle abseits der Straße große Summen in Pferdewetten zu setzen, um diesen damit zu ruinieren. Da Johnny einen Mitarbeiter des Telegrafenbüros zu kennen vorgibt, das die Rennergebnisse an die Wettbüros weiterleitet, könne er – wie er Lonnegan weismacht – die Siegerpferde der Rennen mitteilen, bevor der Sprecher sie über das Radio bekanntgibt. In Wirklichkeit ist das Wettbüro nur eine Fassade, der Sprecher sitzt in einem kleinen Nebenraum und verliest die Ergebnisse der Rennen zeitversetzt, sodass der Eindruck entsteht, es handele sich um eine Liveübertragung. Als Beweis für die Zuverlässigkeit lässt Johnny ihn eine Testwette über 2.000 Dollar machen, die gewonnen wird. Währenddessen suchen Lonnegans Killer immer noch Hooker und seinen Freund wegen des anfänglichen Geldbotenbetrugs. Da sie erfolglos bleiben, pfeift Lonnegan sie zurück und ersetzt sie durch Salino, seinen besten Auftragskiller. Er warnt die beiden anderen, Hooker weiter zu suchen.
Der Plan wird nun dadurch erschwert, dass der korrupte Polizist Snyder Hooker und seinem Kumpel wegen des ihm übergebenen Falschgelds auf der Spur ist. Darüber hatte Hooker Gondorff aber nicht aufgeklärt. Um durch Snyder keine Probleme zu bekommen, wird ihm aufwendig eine FBI-Einheit vorgegaukelt, die angeblich Gondorff verfolgt und Snyder in die Pläne einbindet. Hooker wird von den falschen Beamten vor Snyders Augen zwangsweise zum Maulwurf gemacht, der den richtigen Zeitpunkt für eine Aktion im Wettlokal mitzuteilen hat. Der Zuschauer wird über diese Gaukelei jedoch im Unklaren gelassen.
Ein weiteres Problem taucht auf: Lonnegan will den Telegrafenbüromitarbeiter der Western Union persönlich kennenlernen. Um Lonnegan einen glaubhaften Telegrafisten in einem Büro präsentieren zu können, müssen Kid Twist und Johnny noch einen weiteren Betrug einfädeln. Mithilfe eines inszenierten Malerauftrags im echten Telegrafenbüro können sie einen Angestellten in eine verlängerte Mittagspause schicken und Kid nimmt kurzzeitig dessen Platz im Büro ein. Lonnegan schöpft bei seinem Besuch keinen Verdacht. Eine zweite Testwette mit 15.000 Dollar scheitert dann absichtlich an einer Warteschlange vor dem Schalter.
Einer der beiden ursprünglich auf Johnny angesetzten Killer wartet vor einem Café auf Johnny. Dieser entwischt ihm mithilfe der Cafébedienung über die Damentoilette und kann aus einer Sackgasse über die Kanalisation flüchten. Gerade als der Killer Johnnys Spur verloren hat, erschießt Salino ihn, da sie keine Einmischung in ihren Auftrag duldet.
Johnny kommt der Bedienung des Cafés, die ihm zur Flucht verholfen hat, näher und verbringt die Nacht mit ihr. Als er am Morgen danach aufwacht, ist sie bereits gegangen. Er verlässt ebenfalls das Haus und sieht sie in einer menschenleeren Seitenstraße auf sich zukommen. Hinter ihm lauert ein Mann, der seinen Revolver zieht und die Frau aus dem Café erschießt. Der Schütze erweist sich als Freund von Gondorff. Er erklärt dem irritierten Johnny Hooker, dass Gondorff ihn mit dem Schutz Hookers beauftragt hat und die Kellnerin aus dem Café die Auftragskillerin Loretta Salino war.
Nachdem Henry und Johnny schließlich Lonnegan dazu gebracht haben, 500.000 Dollar auf den Sieg eines bestimmten Pferdes zu setzen, erfährt dieser, damit falsch gesetzt zu haben: Kid, der falsche Telegrafenbüromitarbeiter, erklärt Lonnegan, mit dem „Platzieren“ der Wette sei keine Wette auf Sieg gemeint gewesen. Vielmehr hätte er auf Platz 2 setzen müssen. Lonnegan ist außer sich und fordert sein Geld zurück, als die Falle zuschnappt. Die angeblichen FBI-Agenten stürmen das Wettbüro. Henry erschießt zum Schein Johnny als Verräter und wird daraufhin von den falschen FBI-Agenten ebenfalls zum Schein erschossen. Snyder führt Lonnegan hastig, ohne dass dieser sein Geld zurückerhalten kann, vom Ort des Geschehens weg, damit er nicht in den Vorfall verwickelt wird. Somit verliert Lonnegan sein ganzes Geld, das dann unter allen Beteiligten des Betrugs aufgeteilt wird. Johnny verzichtet auf seinen Anteil, da er ihn doch nur wieder verspielen würde. Henry und Johnny verlassen die Stadt Chicago, weil sie nun für tot gehalten werden.

## Hintergrund
Autor David S. Ward verwendete bei der Entwicklung des Drehbuchs David Maurers Buch The Big Con – das Schwindelprinzip. „The Wire“ war in den ersten zwei Jahrzehnten des 20. Jahrhunderts tatsächlich eine gängige Methode, wohlhabende „Marks“ auszunehmen. Die eingeblendeten Kapitel Der Plan (The Set-Up), Der Köder (The Hook), Der Anruf (The Tale), Das Telegramm (The Wire), Nichts geht mehr (The Shut-Out) und Der Clou (The Sting) entsprechen genau den Phasen des Big Con. Die Hände von Paul Newman, der mit Spielkarten Ziergriffe und Manipulationen zeigt, wurden vom Falschspielexperten John Scarne gedoubelt.
Die in Vergessenheit geratenen Ragtime-Kompositionen von Scott Joplin vom Anfang des 20. Jahrhunderts, wie beispielsweise The Entertainer, wurden erst wenige Jahre vor dem Film wieder bekannt und durch diesen sehr populär. Für die Arrangements und das Dirigat war Marvin Hamlisch verantwortlich, der auch die Ragtime-Klaviersoli einspielte. Musikproduzent war Gil Rodin.
Dass Doyle Lonnegan im Film hinkt, ist für die Handlung unwichtig und wird im Film auch nicht erklärt. Ray Walston erklärte dazu in einem Interview, dass Darsteller Robert Shaw sich kurz vor Beginn der Dreharbeiten bei einem Handballspiel den Knöchel verstaucht hatte und sich nur hinkend fortbewegen konnte. Shaw, so Walston weiter, tat diese Angelegenheit so leid, dass er Regisseur George Roy Hill anbot, die Rolle von Lonnegan neu zu vergeben, ohne Regressansprüche zu stellen. Hill lehnte ab und baute das Hinken stattdessen in die Rolle ein.
1983 erschien die Fortsetzung Zwei ausgekochte Gauner, die allerdings hinter den Erwartungen zurückblieb.

## Kritiken
„Blauäugiges Starkino, so synthetisch und mechanisch kalkuliert wie das Ragtime-Chicago: ein Musical ohne Musik. Redford strahlt und schiebt die Kreissäge in den Nacken, Newman schmunzelt und kaut auf der Zigarre, Shaw mault und muffelt. Das ist alles ganz nett, aber die sieben Oscars dafür sind entschieden der größte Clou.“

„Intelligente Gaunerkomödie voller überraschender Pointen, mit hintergründigem Witz und verhaltener Spannung.“

## Auszeichnungen

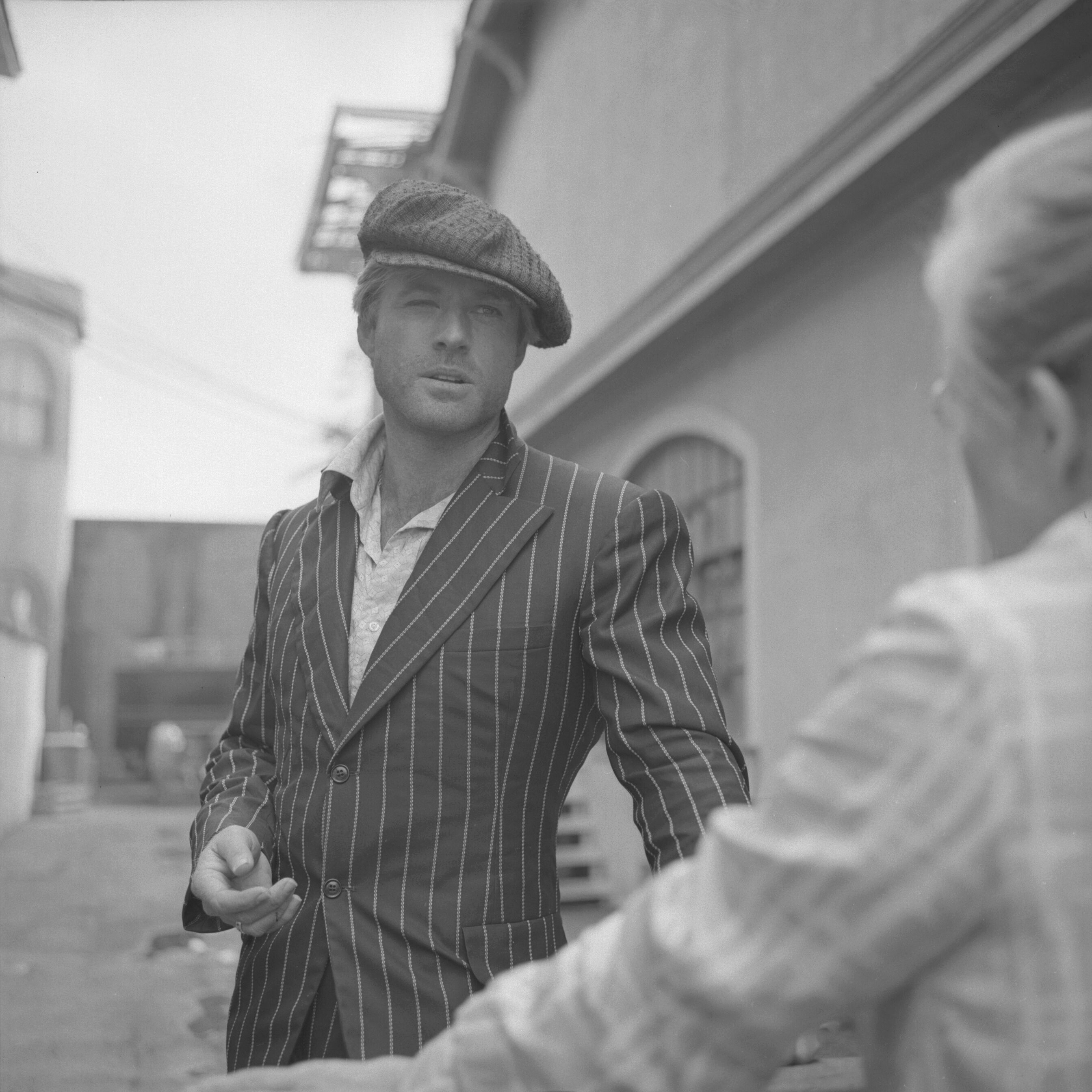
Robert Redford während einer Drehpause von Der Clou (1973)

Der Clou erhielt 1974 sieben Oscars:
- Bester Film: Tony Bill, Michael Phillips, Julia Phillips
- Beste Ausstattung: Henry Bumstead, James W. Payne
- Bestes Original-Drehbuch: David S. Ward
- Bestes Kostüm-Design: Edith Head
- Beste Filmmusik: Marvin Hamlisch
- Beste Regie: George Roy Hill
- Bester Schnitt: William H. Reynolds

Außerdem war der Film in drei weiteren Kategorien nominiert:
- Hauptdarsteller: Robert Redford
- Kamera: Robert Surtees
- Ton: Ronald K. Pierce, Robert Bertrand

Weitere Auszeichnungen:
- Preis des National Board of Review als bester englischsprachiger Film
- Kinema-Jumpō-Preis für George Roy Hill als bester Regisseur
- David di Donatello für Robert Redford als bester ausländischer Schauspieler
- Film-Auszeichnung Goldene Leinwand
- 2005 wurde der Film als „besonders erhaltenswert“ in das National Film Registry aufgenommen.

## Blu-ray-Editionen
Der Clou ist in Deutschland in drei verschiedenen Blu-ray-Ausgaben erhältlich. Die Produktionsfirma Universal Pictures veröffentlichte 2012 anlässlich ihres 100-jährigen Jubiläums die Collector’s Edition. Diese limitierte Auflage besteht nicht nur aus dem komplett digital überarbeiteten und aus dem Original-Filmmaterial restaurierten Bild und Ton, sondern enthält auch eine 40-seitige Farbbroschüre mit Fotos, Dokumenten und Zeichnungen (Digibook). Das Bonusmaterial auf der Disc besteht aus den drei „100 Jahre Universal“-Beiträgen „Restaurierung der Klassiker“, „Die 70er“, „Das Studiogelände“, dem Original-Kinotrailer und der Dokumentation „Der Clou – Das Kunstwerk“.